# Controbanda
L'azione di controbanda indica un'operazione militare fascista in funzione antipartigiana.
Nell'ultima fase del secondo conflitto mondiale, diversi reparti della Repubblica Sociale Italiana furono destinati a questo compito, mentre altre formazioni, espressamente addestrate, vi si dedicarono in via esclusiva. 
All'interno della 3ª Divisione fanteria di marina "San Marco", il Gruppo Esplorante fu specificamente denominato "la controbanda", con specifici compiti di guerriglia antipartigiana. Anche la 4ª Divisione alpina "Monterosa" ebbe due reparti di controbanda che operarono uno in Val Varaita al comando del tenente Adriano Adami e uno in Val Maira al comando del sottotenente Capece.